# Московское шоссе (Тярлево)
Моско́вское шоссе́ — шоссе в посёлке Тярлево Пушкинского района Санкт-Петербурга. Проходит от Витебской железнодорожной линии до реки Славянки. На запад продолжается пушкинским Московским шоссе, на восток — Ям-Ижорским шоссе.
Первоначально это была дорога на Москву. Позднее она стала Ижо́рским шоссе́ (на карте начала XX века обозначалась как Ижорская дорога), так как выходила к Московскому тракту в районе реки Ижоры. После появления Фридентальской колонии эту дорогу (улицу) стали называть Фридентальской — как и нынешнее пушкинское Московское шоссе.
Название Московское шоссе появилось в 1920-х годах, поскольку тогда же колонию Бебеля в Пушкине переименовали в Моско́вское шоссе́. Однако нумерация тярлевского Московского шоссе своя.
В 1930-х годах на Московском шоссе был образован поселок Московское Шоссе. Тогда он включил в себя деревню Липицы (существовала с XVIII века ближе к деревне Нововесь. В 1965 году поселок Московское Шоссе вошел в состав Тярлева.

## Перекрёстки
- Фильтровское шоссе
- Удаловская улица